# Topo (banda)
Topo es un grupo musical formado en 1978 por José Luis Jiménez (1948-), bajo y voz; José Anselmo Laina (Lele Laina) (1952-), guitarra y voz; Víctor Ruiz (1952-2005), teclados, y José Mariano Barrios (Terry Barrios), batería (1953-1992).

## Historia
En 1978 Asfalto lanza su primer LP después de varios años pateando los escenarios madrileños. Allí estaban José Luis Jiménez (bajo y voz), Julio Castejón (guitarra y voz), Enrique Cajide (batería) y Lele Laina (guitarra y voz). El disco está cargado de clásicos como Capitán Trueno, Días de escuela, Ser urbano o Rocinante. Pero el resultado, por motivos de producción y discrepancias musicales, deja insatisfechos a todos sus componentes. Jiménez y Laina deciden abandonar Asfalto para fundar Topo, mientras que Castejón y Cajide continúan con el grupo incorporando a Jorge García Banegas (teclados) y José Ramón Pérez "Guny" (bajo). 
Durante muchos años ni los miembros que se quedaron en Asfalto ni los que fundaron Topo hablaron claro de las verdaderas razones de la separación de Asfalto. En 2024, Julio Castejón, en una entrevista al canal de YouTube El riff que me voló la cabeza, dio su versión clara y contundente sobre la separación. Según Castejón, Jiménez y Laina querían meter en el grupo a toda costa a Terry Barrios (amigo de la infancia de Lele Laina). Castejón se negó a echar a Cajide, lo que condujo a la salida de Jiménez y Laina.
Tras abandonar Asfalto, José Luis Jiménez (bajo y voz) y Lele Laina (guitarra y voz) se embarcan en la creación de Topo junto a Terry Barrios (Batería y voz) y Víctor Ruiz (Teclados).
Enseguida comienzan la grabación de su primer LP en los estudios Kirios, de título homónimo (Topo), producido por Teddy Bautista y publicado en enero de 1979. Incluye temas legendarios de la banda como "Vallekas 1996", "El Periódico" o "Mis amigos dónde estarán".
Pero Topo sufrió como otras bandas de la compañía Chapa Discos, en lugar de promocionar a sus grupos como se merecían, maltrató bandas y álbumes, grabando discos que no eran mínimamente apoyados (como los de Mezquita, Mermelada o Cucharada) o provocando ridículos cambios de sonido y de imagen como el que hicieron con los propios Topo para su segundo LP.
La entrada en los años 80 vino acompañada de dos fenómenos musicales: a nivel patrio, la movida madrileña, y a nivel internacional la new wave. Muchos productores, como Teddy Bautista, quisieron subirse a este carro, lo que derivó en resultados poco agraciados para algunos de los grupos más destacados del rock madrileño, como Leño (con el álbum Más madera) o los propios Topo.
En 1980, Chapa empuja a Topo a realizar un disco "nuevaolero", al estilo de lo que funcionaba en Gran Bretaña, con un sonido próximo a The Police.  Producido por Teddy Bautista (al igual que el anterior), este intento de "modernizar" a Topo se convierte en "Pret a portet", un álbum que  muy poco deja reconocer los rasgos del anterior LP y más que una evolución, es un golpe de timón exagerado. El álbum se publicó en junio de 1980 y fracasó estrepitosamente. Los seguidores de la banda no reconocen al grupo y la fórmula no es capaz de atraer a otros sectores de público. Esto hace que Topo abandone la discográfica.
En palabras de José Luis Jiménez: "En el año 80 todos jugaban a ser New Wave y modernos. Incluso Neil Young, todo el mundo cambió la estrategia. Nos llamó Teddy Bautista, que había sido el productor del primero y nos dijo que lo que hacíamos no molaba (...). Nosotros habíamos hecho la continuación lógica del primero, y nos dieron la vuelta a la tortilla de golpe y porrazo, nos decían que nosotros sí podíamos hacerlo. Así que hicimos unos temas con alfileres, nos fuimos al estudio, lo cambiamos todo completamente y nos convertimos. Los temas se redujeron de tiempo, se hicieron allí mismo: alguno en quince minutos, y nos decían que aquello ya valía. Al final cogimos la torta y nos la llevamos, aquello era una ensalada, Teddy había metido percusión por todos lados, lo llevamos a un técnico llamado Brian, que lo mezcló todo, hizo algo práctico, quitó percusión y salvamos los muebles."
Escarmentados por la experiencia de "Pret a portet", para su tercer álbum, "Marea Negra", fichan por Sony y cuentan con la producción de Carlos Narea con la ayuda de Miguel Ríos. Con este álbum ponen las cosas en su sitio, volviendo a su sonido, sus riffs, sus juegos vocales y sus teclados más contundentes. Grabado en Madrid y mezclado en Ámsterdam, "Marea Negra" se ha convertido en su obra más representativa. Temas como "Cantante urbano", Marea Negra, Los chicos están mal o Después del concierto se han convertido en algunos de los más emblemáticos del grupo.
A pesar de tratarse de un magnífico disco y de contar con el apoyo de Miguel Ríos, que les lleva de teloneros en su gira, Sony hace muy poco por promocionarlos. La moral del grupo está por los suelos y, a finales del 84, Terry, Lele y Víctor abandonan la banda.

### Reconfiguración e hiato
José Luis Jiménez se queda solo, pero decide mantener el nombre y ficha a Luis Cruz (Guitarra), Kacho Casal (Batería) y Pablo Salinas (Guitarra, teclados). Con esta formación grabará en 1986 "Ciudad de Músicos", editado en 1986 a través del sello SNIF, compañía autogestionada por los propios músicos donde también editan grupos como Asfalto. “Ciudad de músicos” está muy influido por el rock metalizado de la época gracias a los gustos de sus nuevos jóvenes componentes. Jiménez deja su impronta sabiamente atando en corto a sus nuevos compañeros con unas composiciones que, tras los arreglos “hard-metálicos”, se vuelven a mostrar clásicas y preciosistas. A pesar del satisfactorio trabajo, este vuelve a pasar totalmente desapercibido, lo cual, añadido a que José Luis Jiménez busca sonoridades más clásicas, precipita el fin de la primera etapa de Topo.
El 30 de octubre de 1987, José Luis Jiménez reúne en la sala Canciller a todos los músicos que habían pasado por la banda, más numerosos invitados ligados a su historia para la grabación de "Mis amigos están vivos", doble LP en directo editado en 1988 por la tenaz voluntad del líder de Topo. Vista hoy en día, es la muestra más evidente de la historia de Topo, es decir, un lujo perdido en el olvido de los medios. Nunca se ha editado en CD, una muestra más de cómo las discográficas le han dado la espalda a Topo.
José Luis Jiménez relata: "En aquella éramos Cacho Kasal, Luís Cruz, Pablo Salinas y de vez en cuando Miguel Ángel Roquer. Decidimos hacer el directo, Mariano García era el productor y se lo vendió a Zafiro, ellos no sabían nada de Topo, habían perdido la perspectiva. El caso es que lo sacaron y la primera semana vendió 6.000 copias. Nos llamaron ilusionados y tal, pero dio la casualidad de que yo no estaba por la labor, siempre había echado de menos a Lele y a Terry, a pesar de que era una banda que sonaba de una forma acojonante, decidí no seguir. El disco se perdió en el olvido". 
A partir de ahí durante unos años, Jiménez se centra en la reunión de Asfalto, primero con Terry Barrios a la batería (“Sólo por dinero”, 1990), y luego con los cuatro miembros originales de Asfalto, (“El planeta de los locos”, 1994).

### Nueva etapa
En el año 1998 vuelven a reunirse Jiménez y Lele Laina, esta vez con Sergio Cisneros a los teclados y Roger Castro en la batería. En 2000 publican "La jaula del silencio" en el sello Pies.  El álbum pasó totalmente desapercibido (más incluso que obras anteriores). 
De nuevo otro parón habida cuenta del resultado de "La jaula del silencio" hasta que el productor Ángel Romero les propone, con Miguel Bullido a la batería, recuperar parte de su cancionero (de Topo y Asfalto) en formato acústico, publicando “Canciones básicas” en 2004. El disco se vende bien (al menos para lo que están acostumbrados sus autores) pero no piensa así su compañía, que les da carta de libertad.
En 2010 se unen de nuevo con Luis Cruz y deciden recuperar Topo, aunque para ello abandonen el teclado por una formación con dos guitarras (primando más la sintonía personal y musical que su original alineación). Completa la banda José Martos a la batería. De todo ello surge “Prohibido mirar atrás” publicado en 2010 por The Fish Factory, compañía que les da estabilidad y apoyo incondicional. 
Lele Laina comenta al respecto: "Es el disco que hemos hecho con más libertad, con más tiempo, más a nuestro aire… y nosotros con muchos más años. Tiene los ingredientes que mejor nos definen de siempre. Teníamos la incertidumbre, pero las opiniones de fuera, las del público, nos confirmaron que no habíamos perdido nuestra identidad".
Con esta formación, el 14 de enero de 2011 aprovechan la presentación madrileña para grabar dicho concierto y publicar un nuevo doble en directo. Vuelven a aparecer invitados ligados a su historia, como Miguel Oñate, Cacho Casal o Carlos de Castro de Barón Rojo. Mezcla y edita el audio el propio Lele Laina y el resultado es “Cierta noche en Madrid” doble CD y doble DVD. 
José Luis Jiménez declaró en una entrevista en 2012: "La gente es la que te marca, la que marca los tiempos en el directo, la gente estuvo de puta madre y nos subió mucho. Ese concierto solo se publicitó por Internet y se llenó, vino gente desde muy lejos: Bilbao, Zaragoza, Santiago. Hacía tiempo que no dábamos un toque en Madrid, estuvo de la hostia, gente que hacía mucho que no veíamos. No sé si fue el mejor concierto que hemos dado, pero se consiguió un ambiente bueno de público y banda".
Es en 2014 cuando el grupo se mete de nuevo en el estudio para plasmar las composiciones que habían  venido creando en los últimos años, y el trabajo da lugar al disco El ritmo de la calle, cuya salida comercial se produjo en marzo de 2015. Se produce un nuevo cambio en la batería, siendo el responsable de todas las baterías José Martos, artista de larga trayectoria en bandas de hard rock como Niagara, Atlas o los mismísimos Barón Rojo.
El ritmo de la calle es el noveno disco en la carrera de los madrileños. El ritmo de la calle es un disco enteramente roquero, lleno de matices y paisajes de los que nos tienen acostumbrados Topo y de alguna que otra letra crítica y comprometida. Para muestra, las palabras de José Luis Jiménez describiendo el tema que da título al álbum.
“El Ritmo de la Calle” canción que da, además título al álbum, es un aviso para navegantes; todos estos pijos encorbatados, corruptos, que han trepado al poder manipulándolo todo, para hacer un país a su medida, amordazándonos y sometiéndonos a la pobreza, tienen que tener mucho cuidado o la situación les puede estallar en las manos.” (José Luis Jiménez). En definitiva los Topo de 2015 seguían siendo aún más críticos, si eso es posible, con la sociedad actual, sin dejar su lírica, elegancia, y poder armónico en sus composiciones.
Al año siguiente de la publicación del disco  "El ritmo de la calle", vuelven a situarse como protagonistas de Rocktiembre. Esta edición se celebró en la plaza de Las Ventas y Warner Music editó un doble CD y un DVD en directo y TVE lo retransmitió. Un año 2016 cargado de conciertos que les lleva a girar hasta finales de 2017 por toda la geografía nacional, además de publicar “Milenio”, una recopilación en vinilo de temas extraídos de sus álbumes grabados en este Siglo XXI, más dos canciones inéditas.
A finales de 2021 Topo ha vuelto a publicar un nuevo trabajo con material nuevo titulado "Duros y dulces años", que comprende 11 temas con el estilo habitual de rock con el que la banda tiene acostumbrado a su fiel público.

## Discografía
Topo publicó los siguientes álbumes:
- Topo; Chapa, lanzamiento el 29 de enero de 1979:

1. Autorretrato
2. Abélica
3. La catedral
4. Mis amigos dónde estarán
5. Qué es esta vida
6. El periódico
7. Vallecas 1996

- Prêt à porter; Chapa, 1980:

1. Vudú baby
2. Radio 10
3. Hollywood
4. Tráeme tu amor (Bring it on home to me - Sam Cooke)
5. Te siento cerca
6. Inesperadamente
7. Eva
8. Reina del vagón
9. El extraterrestre
10. Correcaminos
11. Prêt à porter

- Marea negra; Epic, 1982

1. Cantante urbano
2. Guerra fría
3. Blues del dandy
4. Marea negra
5. Colores
6. Los chicos están mal
7. Después del concierto
8. El apagón
9. Ciudadano universal

- Ciudad de músicos; Snif, 1986

1. Ciudad de músicos
2. Todos a bordo
3. Las máquinas
4. Plaza vieja
5. Rueda rueda
6. Golpe a golpe
7. Quieren matar mi canción
8. Días de cine
9. Hay un amigo

- Mis amigos están vivos álbum en directo; Chapa, 1988

1. Cantante urbano
2. Días de cine
3. Los chicos están mal
4. Marea negra
5. Máquinas
6. Blues del dandy
7. Plaza vieja
8. Hay un amigo
9. Todos a bordo
10. El periódico
11. ¿Qué es esta vida?
12. Colores
13. Trae a casa tu amor
14. Vallecas 1996
15. Después del concierto
16. Ciudad de músicos
17. Qué me pasa doctor
18. El escorpión
19. Mis amigos dónde estarán

- La jaula del silencio; Pies, 2000

1. La jaula del silencio
2. La vida
3. Dime qué precio pagarías por tu libertad
4. Estoy cansado (I'm tired - Christopher Thomas Youlden)
5. Un duro de amistad
6. Cruce de caminos (Cantante urbano 2.ª parte)
7. El bar
8. Pepe el Posturas
9. Trotamundos
10. Soy una montaña
11. Quemar las banderas
12. Cibernecio

- Canciones básicas; El Diablo, 2004 (como Lele Laina y José L. Jiménez)

1. Ser urbano
2. Días de escuela
3. ¿Mis amigos dónde estarán?
4. Colores
5. La isla del amor
6. Vallecas 1996
7. El periódico
8. Cantante urbano
9. Trae contigo tu amor
10. ¿Qué es esta vida?
11. Marea negra
12. Capitán Trueno
13. Rocinante

- Prohibido mirar atrás; The Fish Factory, 2010

1. Prohibido mirar atrás
2. Los celtas
3. El bosque
4. Empezar
5. La guitarra del inglés
6. Canciller
7. El político depredador
8. Santo Grial
9. Fantasmas de celuloide
10. Cambios
11. El Dorado

-Bonus tracks-
1. Siglo XXI (maqueta, .1.ª versión de "Los celtas")
2. Colores (directo)
3. Palacio del terror (directo)
4. El blues del dandy (directo)

- Cierta noche en Madrid álbum en directo; The Fish Factory, 2011

1. Ciudad de músicos (Ciudad de Músicos)
2. Vallecas 1996 (Topo)
3. Después del concierto (Marea Negra)
4. Ser urbano (Asfalto)
5. Blues del dandy (Marea Negra)
6. Empezar (Prohibido Mirar Atrás)
7. Quijotes Eléctricos (El Planeta de los Locos)
8. La Guitarra del Inglés (Prohibido Mirar Atrás)
9. El Bosque (Prohibido Mirar Atrás)
10. Rocinante (Asfalto)
11. Todos a Bordo (Ciudad de Músicos)
12. Canciller (Prohibido Mirar Atrás)
13. Prohibido Mirar Atrás (Prohibido Mirar Atrás)
14. Trae Contigo tu Amor (Pret a Porter)
15. Los Chicos Están Mal (Marea Negra)
16. Marea Negra (Marea Negra)
17. Mis Amigos Dónde Estarán (Topo)
18. Días de Escuela (Asfalto)
19. Cantante Urbano (Marea Negra)
20. Capitán Trueno (Asfalto)
21. Mis Amigos Dónde Estarán bis

- El ritmo de la calle; The Fish Factory, 2015

1. El ritmo de la calle
2. La máquina del tiempo
3. Blues del cristal
4. It's been a long time - El Murillo
5. Tarzán (JW el Único Tarzán)
6. Canciones secretas
7. Llueve en la ciudad
8. El currante luchador
9. El guitarrista de Hamelín
10. Esta casa no es un hogar
11. La dama y el juglar
12. La cosecha
13. Vagabundear
14. Policías y ladrones

- Rocktiembre; Warner Music, 2016 (Disco en directo compartido con Barón Rojo, Ñu, Burning, Asfalto, COZ y Topo)

1. Los Chicos están mal
2. Marea Negra
3. Vallecas
4. Días de Escuela
5. Mis Amigos donde estarán

- Milenio; The Fish Factory, 2017

1. Bares de Tijuana
2. La Máquina del Tiempo
3. El Bar
4. Trae Contigo Tu Amor
5. Mujeres
6. Marea Negra
7. La Vida
8. El Bosque
9. Canciones Secretas

- Duros y Dulces Años; Martin Music, 2021

1. Maldito dinero
2. Seré un ángel
3. Duros y dulces años
4. Batalla naval
5. Pequeño y sucio río
6. La tierra y el mar
7. Mi barrio ya no es mi barrio
8. Pinta en espadas
9. La Bruja del Rock
10. Sueño espacial
11. Ulises y Robinson (La isla de plástico)

## Cultura Popular
- La Cadena española Antena 3 de Televisión, dentro de su campaña navideña: También quiere... que vuelvas a casa, ha incorporado la canción que fue estrenada en 1980, Trae tu Amor[4]